# Vert-Toulon
Vert-Toulon település Franciaországban, Marne megyében. Lakosainak száma 285 fő (2022. január 1.). Vert-Toulon Bannes, Beaunay, Broussy-le-Grand, Coizard-Joches, Val-des-Marais, Congy, Étoges, Étréchy, Fèrebrianges, Givry-lès-Loisy és Loisy-en-Brie községekkel határos.

## Népesség
A település népessége az elmúlt években az alábbi módon változott:
| Lakosok száma | 240  | 344  | 344  | 303  | 293  | 300  | 291  | 286  | 286  | 285  |
|               | 1968 | 1982 | 1990 | 2006 | 2013 | 2015 | 2017 | 2019 | 2020 | 2022 |